# Claudiu Săftoiu
Claudiu Elwis Săftoiu (n. 11 octombrie 1968, orașul Focșani, județul Vrancea) este un jurnalist român, care a îndeplinit funcția de director al Serviciului de Informații Externe timp de 5 luni, în perioada octombrie 2006 - martie 2007. Anterior a lucrat în calitate de consilier prezidențial pe probleme de politică internă al președintelui României, Traian Băsescu. Soția acestuia, Ana Adriana Săftoiu, a fost de asemenea consilier prezidențial, în cadrul Departamentul de Comunicare Publică. 
În 4 octombrie 2006, Claudiu Săftoiu, a fost votat în plenul parlamentului ca director al SIE, cu rang de ministru, cu 294 voturi pentru și 114 împotrivă, dintr-un total de 408 voturi, după ce inițial a primit 3 voturi pentru și 2 împotrivă, din partea comisiei de specialitate a Parlamentului. După doar 5 luni de la numire, în data de 19 martie 2007, ca urmare a unui scandal mediatic rezultat din dezvăluirile efectuate de către acesta în fața Comisiei Voiculescu, s-a văzut obligat să-și prezinte demisia din funcția de șef al SIE.

## Cariera profesională
Claudiu Saftoiu s-a născut la data de 11 octombrie 1968 în orașul Focșani (județul Vrancea). A absolvit în anul 1994 cursurile Facultății de Litere, secția Română – Franceză, din cadrul Universității București. Între anii 2000 - 2001, a urmat cursurile de Master în Resursele Umane și Comunicare din cadrul Facultății de Jurnalism.
După absolvirea Facultății, Claudiu Săftoiu a lucrat în presă ca jurnalist pe probleme politice. Cariera de ziarist și-a început-o la Radio Pro-FM, în anul 1994. A urmat un periplu  în domeniul presei după cum urmează: șef al Departamentului știri la Radio Total (1995-1997); jurnalist, redactor-șef adjunct, șef al Departamentului Politic la "Evenimentul Zilei" (1997-1999); jurnalist la revista lunară "Privirea" (1999-2000); șef al Departamentului Politic la revista "Plai cu Boi" (2000-2002). 
La alegerile locale din anul 2004, Claudiu Săftoiu s-a ocupat de campania electorală a liberalului Gheorghe Ștefan, care a câștigat postul de primar al municipiului Piatra Neamț. Este fondator al companiei Capital Promotion din București. 
A realizat un număr de peste 150 de talk show-uri la radio (cu personalități politice) în perioada 1994–1997, fiind de asemenea și autor a peste 500 de articole în presă. Claudiu Săftoiu a publicat lucrarea "Jurnalism Politic- manipularea politicienilor prin mass-media, manipularea mass-media de către politicieni" (Ed. Trei, București, 2003) - primul manual despre relația politică – mass-media.
La data de 15 decembrie 2004, Claudiu Săftoiu a fost numit în funcția de consilier prezidențial pe probleme de politică internă, deținând această funcție până la desemnarea sa ca director al SIE de către Parlament la 4 octombrie 2006. În această perioadă, el a urmat numeroase cursuri postuniversitare în țară și străinătate pe teme privind securitatea națională, serviciile de informații și democrația. 
Menționăm următoarele cursuri absolvite: “Programul Executiv pentru decidenții politici” la Centrul European pentru Studii de Securitate George C. Marshall, Germania (2005), Seminarul “Serviciile de informații și democrația” urmat la Școala Postuniversitară a Forțelor Navale a SUA din București, Centrul pentru Relațiile Civile și Militare (2006), “Programul de Securitate la Marea Neagră” la Universitatea Harvard, Școala de guvernare John F. Kennedy, Boston, SUA (2006) și un curs la Școala Postuniversitară a Forțelor Navale a SUA din Monterey (SUA) - Centrul pentru Relațiile Civile și Militare (2006). 
Claudiu Săftoiu a fost căsătorit cu fostul purtător de cuvânt al Administrației prezidențiale, Ana Adriana Săftoiu (numită și ea în funcția de consilier prezidențial în decembrie 2004) și au împreună un copil. Claudiu Săftoiu vorbește limbile engleză și franceză.

## Director alSIE
În 4 octombrie 2006, Claudiu Săftoiu, a fost votat în plenul parlamentului ca director al SIE, cu rang de ministru, cu 294 voturi pentru și 114 împotrivă, dintr-un total de 408 voturi, după ce inițial a primit 3 voturi pentru și 2 împotrivă, din partea comisiei de specialitate a Parlamentului. 
Încă de la numirea lui Săftoiu în funcția de director al SIE, au existat voci de pe scena politică și din mass-media care au contestat numirea acestuia în fruntea serviciului secret. Cei care l-au contestat au subliniat trocul politic din spatele scenei politice, l-au acuzat inclusiv pe Traian Băsescu că ar fi negociat cu PSD numirea lui Săftoiu în fruntea SIE, oferind în schimbul voturilor necesare pentru numirea lui Săftoiu, funcția de director al SRI PSD-istului George Maior.
Un prim scandal cu care s-a confruntat serviciul condus de Săftoiu a fost cel care i-a implicat pe muncitorii români reținuți mai multe luni într-o bază americană. Alături de ministerul de externe, mai exact ministrul de externe Mihai Răzvan Ungureanu, SIE și șeful acestuia, Claudiu Săftoiu, au fost acuzați că nu ar fi adus la cunoștință cazul românilor reținuți premierului Călin Popescu Tăriceanu. În urma scandalului, Ungureanu a demisionat, dar au existat voci care au cerut și din partea directorului SIE același gest de onoare.
După precipitarea scenei politice din România, ca urmare a conflictului dintre președintele Traian Băsescu și premierul Tăriceanu pe de o parte și Traian Băsescu și întreaga clasă politică, mai puțin PD, pe de altă parte, Traian Băsescu a fost acuzat că a încălcat frecvent Constituția. Pentru investigarea acestor acuze, aduse de partidele din opoziție (PSD, PRM, PC), a fost înființată o comisie de investigare a încălcărilor Constituției de către președinte, condusă de senatorul Dan Voiculescu - liderul Partidului Conservator.
Printre cei audiați de către Comisia Voiculescu, a fost și directorul SIE Claudiu Săftoiu. În cadrul acestor audieri, Săftoiu a făcut declarații șocante despre SIE. Conform stenogramei audierilor dezvăluite de cotidianul Adevărul,
Săftoiu a declarat că SIE deține tehnică proprie necesară interceptărilor convorbirilor telefonice, aspect interzis de lege, singurul serviciu cu atribuții în acest sens fiind SRI. Mai mult, Săftoiu a declarat că interceptările convorbirilor telefonice au fost efectuate cu acordul expres al procurorului general, acest lucru fiind interzis, pentru înregistrarea convorbirilor fiind necesare mandate emise de un judecător.
La câteva zile după declarațiile șefului SIE în fața Comisiei, premierul Tăriceanu a declarat că demisia lui Săftoiu este echivalentă cu recunoașterea faptului ca SIE a efectuat interceptări telefonice fără autorizație. Claudiu Săftoiu a încercat să se disculpe, trimițând o scrisoare lui Dan Voiculescu, președintele Comisiei de anchetă parlamentară asupra președintelui Traian Băsescu, scrisoare în care afirmă: "Confuzia este regretabilă și-mi aparține, fiind determinată de contextul discuțiilor care, potrivit invitației la audiere, nu includeau și subiecte directe cu incidență pentru activitatea SIE". Ulterior el a declarat că la acea audiere: "am declarat lucruri. Care - atenție! ulterior au fost confirmate cu vârf și îndesat ca fiind adevărate și obligatoriu de aflat de multă lume interesată". 
În contextul în care întreaga clasă politică a dezaprobat și a cerut demisia șefului SIE și clarificarea acestei situații, dar și ca urmare a dimensiunii mediatice a scandalului, în data de 19 martie 2007, Claudiu Elwis Săftoiu a demisionat din fruntea SIE, serviciu condus de acesta pentru o perioadă de doar 5 luni. 

## Activitatea ulterioară
După plecarea sa din fruntea SIE, Claudiu Săftoiu și-a continuat activitatea de jurnalist, publicând editoriale în cotidianul "Jurnalul Național". Pe data de 26 iunie 2012, Săftoiu a fost ales ca membru în Consiliul de Administrație al Societății Române de Televiziune din partea PNL cu 10 voturi "pentru", 2 voturi "împotrivă" și o abținere . În urma acestei numiri au apărut diverse reacții critice  .

## Lucrări publicate
- Jurnalismul politic. Manipularea politicienilor prin mass-media, manipularea mass-media de către politicieni (Ed. Trei, 2003)